# Albertano da Brescia
Albertano da Brescia ou Albertanus causidicus Brixiensis (Brescia, fin du XIIe siècle - Brescia, après 1253) est un juriste, philosophe et écrivain italien du XIIIe siècle

## Biographie
Il existe peu de documents concernant la vie d'Albertano da Brescia et la plus grande partie des renseignements le concernant proviennent de l'étude de ses œuvres, d'archives notariales et actes publics. 
Il est documenté inscrit au collegio dei causidici de Brescia, la corporation de laquelle proviennent les magistrats de la commune  bresciane, de tradition guelfe. Il a probablement étudié à l'Université de Bologne (1215 - 1220 environ) et a été influencé par le mouvement franciscain naissant duquel il s'inspira tout au long de sa vie.
Pendant le conflit opposant les brescians à l'empereur Frédéric II du Saint-Empire qui en 1238 avait assiégé Brescia, Albertano commanda la défense de Gavardo. Le 26 août 1238, il fut fait prisonnier et incarcéré à Crémona, cité ghibelline. 
En captivité il écrivit De amore et dilectione Dei et proximi, la première de ses œuvres philosophiques qu'il dédia à ses trois enfants Vincenzo, Stefano et Giovanni degli Albertani. 
Remis en liberté peu après, il retourna à Brescia. 
En 1243 il se rendit à Gênes comme « assessor », consultant légal du podestà Emmanuele Maggi, lui aussi originaire de Brescia. 
Il n'existe aucune autre information le concernant après l'année 1253.
Albertano habitait en « ora S. Agathae », c'est-à-dire près de la porte Santa Agata, à proximité du nouveau couvent Saint François construit en  1254, où il a été probablement enterré. 
Ses traités représentent une vaste œuvre érudite sacrée et profane, un ensemble de notes préceptes d'origine biblique mais aussi d'auteurs latins, le tout imprégné d'esprit franciscain. Ils ont été vulgarisés en 1268 par Andrea da Grosseto et Soffredi del Grazia en 1278.

## Œuvres
Traités
- De amore et dilectione Dei et proximi et aliarum rerum et de forma vitae (1238)
- Ars loquendi et tacendi (1245)
- Liber consolationis et consillii (1246) (Geoffrey Chaucer parla de lui dans Les Contes de Canterbury)

Sermons
- Sermo Januensis (1243)
- Sermones quatuor (vers 1250)